# لکه ننگ (فیلم ۱۹۲۱)

صحنه‌ای از فیلم

لکهٔ ننگ (انگلیسی: The Blot) یک فیلم عاشقانه آمریکایی به کارگردانی فیلیپس اسمالی و لوئیس وبر است که در سال ۱۹۲۱ منتشر شد. از بازیگران آن می‌توان به کلیر وینزر و لوئیس کالهرن اشاره کرد.